# Cao Guimarães
Cao Guimarães, cineasta e artista plástico, nasceu em 1965 em Belo Horizonte, onde vive e trabalha. 
É premiado em festivais de vídeo e de cinema nacionais e internacionais. Publica artigos, críticas de arte e contos em suplementos literários de jornais e revistas.

## Obras

### Vídeo Arte

#### Sin-peso
Filmado no méxico, em parceria com O Grivo. Foi realizada uma pesquisa prévia de som, mistura de falas de vendedores ambulantes, pessoas que gritam nas ruas. As que se sobrepõe a esses sons são coloridas e geométricas.

#### Inquilino
Em uma casa em obras, pairam grande bolha de sabão fabricadas com a ajuda de gás hélio. Tentativa de atribuir um clima de suspense no vídeo.

#### Hypnosis
Feito em Kodachrome, o filme foi realizado em um parque de diversões, depois de uma noite de bebedeira.

#### Rua de mão dupla (instalação)
Foram convidadas pessoas que não se conheciam, para uma troca de casas, durante 24 horas. Ao final do dia, Cao pediu para que fosse feito um relato sobre a pessoa que mora na casa. Os comentários são colocados ao lado a uma retrato filmado do dono da residência. Com o material desse projeto, foi montado também um documentário.

### Cinema

#### Alma do Osso
Construção e desconstrução do personagem: na primeira parte do filme, Cao monta um eremita ideal, criado em sua cabeça antes de fazer um filme. Um homem que não fala. Depois, desconstrói isso, deixando a personalidade de Dominguinhos, o eremita em questão, vir a tona, pois ele não parava de falar durante a filmagem do documentário.

#### Ex-isto
O Itaú Cultural convidou Cao para realizar um filme sobre Paulo Leminski, o que o levou a adaptar de uma forma muito peculiar o primeiro livro e único romance do poeta, o Catatau. Na obra em questão, Leminski imagina (o filósofo) René Descartes vindo aos trópicos, na época da invasão holandesa do Maurício de Nassau.

## Prêmios
2014
Festival de Guadalajara 
Prêmio Especial do Júri, 
“O homem das multidões”(2013)
2013
Festival do Rio, “O homem das multidões”(2013)
Melhor direção
2012
45 Festival de Brasília do Cinema Brasileiro. “Otto” (2012)
Melhor filme (longa-metragem documentário)
2008
Prêmio Lady Harimaguada de Oro - Melhor filme" no 9º Festival Internacional de Cine de Las Palmas de Gran Canaria com o filme "Andarilho"
2007
Prêmio de "Melhor Filme" no Forumdoc.bh.2007 - 11º Festival do Filme Documentário e Etnográfico / Brasil, com o filme "Andarilho"
Prêmio "Melhor Diretor" no Festival Internacional de Cinema do Rio, com o filme "Andarilho"
Prêmio de "Melhor Documentário IberoAmericano" no 22o Festival Internacional de Cinema de Guadalajara, com o filme "Acidente"
2006
Prêmio "ABDeC de Melhor Documentário" no Festival de Cinema do Rio, com o filme "Acidente"
2005
Prêmio de "Melhor Filme" no X Festival Internacional de Documentários - É Tudo Verdade / Brasil, com o filme "Da Janela do Meu Quarto"
Prêmio de "Melhor Curta Metragem" no III Cine Esquema Novo/Brasil, com o filme "Da Janela do Meu Quarto"
2004
Prêmios "Melhor documentário da Competição Internacional" (Júri Oficial) e "Melhor documentário da Competição Nacional" (Júri Oficial) no IX Festival Internacional de Documentários - É Tudo Verdade / Brasil
Prêmio de "Melhor Curta Metragem" no Festival de Curtas do Rio de Janeiro/Brasil, com o filme "Da Janela do Meu Quarto"
2001
 Prêmio aquisição no XXVII Panorama da Arte Brasileira - MAM, SP com a instalação "Histórias do Não Ver"
Prêmio E-cinema (filmes experimentais) no II Festival Brasil Digital, pelo filme "Sopro"
Prix George de Beauregard / Canal + - Competição Internacional do Festival Internacional do Documentário / fictions du réel / Marseille - França, com o filme O Fim do Sem Fim
Prêmio Cinema Indireto no Forumdoc.bh.2001 (V Festival do filme documentário e etnográfico, Belo Horizonte, com o filme "O fim do sem fim"
Prêmio de Melhor Montagem na competição de longas metragens do XI Cine Ceará, com o filme O Fim do Sem Fim
Prêmio GNT de Renovação de Linguagem no VI Festival Internacional de Documentários "É tudo verdade" com o filme O Fim do Sem Fim

## Filmografia
| Ano  | Título                  |
| ---- | ----------------------- |
| 1998 | Otto, Eu Sou um Outro   |
| 2000 | Sopro                   |
| 2000 | O Fim do Sem-Fim        |
| 2001 | Hipnosis                |
| 2002 | Coletivo                |
| 2003 | Nanofania               |
| 2004 | Da Janela do meu Quarto |
| 2004 | Rua de mão dupla        |
| 2004 | A Alma do Osso          |
| 2005 | Concerto para Clorofila |
| 2006 | Peiote                  |
| 2006 | Acidente                |
| 2007 | Andarilho               |
| 2010 | Ex-isto                 |